# Ентоні Тейлор
Ентоні Тейлор (англ. Anthony Taylor; нар. 20 жовтня 1978 року, Великий Манчестер, Англія) — англійський футбольний арбітр. З 2010 року обслуговує матчі англійської Прем'єр-ліги. З 2013 — арбітр ФІФА.

## Кар'єра
З 2002 обслуговує матчі Північної Конференції, з 2004 арбітр Національної Конференції, чотири сезони (2006–2010) судив матчі Футбольної ліги. З сезону 2010/11 обслуговує матчі Прем'єр-ліги, першим матчем стала гра між «Фулгемом» та «Портсмутом» (1:0). У березні 2011 судив домашній матч «Арсенала» проти «Сандерленда» (0:0). 
У сезоні 2011/12 обслуговує матч Мідлсбро та «Лідс Юнайтед» (1:0).
Сезон 2012/13, матч 4 листопада 2012 «Ньюкасл Юнайтед» та «Ліверпуль» (1:1), а також гру «Евертон» та «Вест Гем Юнайтед» 2:1. 
З 1 січня 2013 арбітр ФІФА.
11 травня 2013 був четвертим арбітром на фінальному матчі Кубка Англії між «Манчестер Сіті» та «Віган Атлетік» (0:1).
Сезон 2013/14 відкрив матч «Арсенал» та «Астон Вілла» (1:3), судив його Ентоні.
У листопаді 2014 Тейлор обслуговує матч «Ліверпуль» та «Челсі» (1:2).
1 березня 2015 судив фінальний матч Кубка ліги між «Челсі» та «Тоттенгем Готспур» (2:0). У ході матчу виніс п'ять жовтих карток, три «аристократам» та дві «шпорам».
2 серпня 2015 відсудив матч за Суперкубок Англії між «Арсеналом» та «Челсі» (1:0).
У 2022 році обраний арбітром на ЧС 2022 у Катарі.

## Статистика
| Сезон   | Матчі | Разом | за матч | Разом | за матч |
| ------- | ----- | ----- | ------- | ----- | ------- |
| 2006–07 | 26    | 78    | 3.00    | 5     | 0.19    |
| 2007–08 | 36    | 105   | 2.92    | 10    | 0.28    |
| 2008–09 | 38    | 91    | 2.39    | 4     | 0.11    |
| 2009–10 | 36    | 92    | 2.56    | 8     | 0.22    |
| 2010–11 | 32    | 118   | 3.69    | 12    | 0.36    |
| 2011–12 | 34    | 106   | 3.12    | 8     | 0.24    |
| 2012–13 | 35    | 89    | 2.54    | 6     | 0.17    |
| 2013–14 | 31    | 102   | 3.29    | 3     | 0.09    |
| 2014–15 | 39    | 160   | 4.10    | 9     | 0.23    |

## Матчі національних збірних
| Дата              | Місце проведення        | Збірні                        | Рахунок | Турнір                    | ЖК | YK · YK · RK | RK |
| ----------------- | ----------------------- | ----------------------------- | ------- | ------------------------- | -- | ------------ | -- |
| 27 березня 2015   | Скоп'є, Македонія       | Північна Македонія – Білорусь | 1 – 2   | Кваліфікація ЧЄ 2016      | 10 | 0            | 0  |
| 8 червня 2015     | Осло, Норвегія          | Норвегія – Швеція             | 0 – 0   | Товариський матч          | 1  | 0            | 0  |
| 13 жовтня 2015    | Нікосія, Кіпр           | Кіпр – Боснія і Герцеговина   | 2 – 3   | Кваліфікація ЧЄ 2016      | 6  | 0            | 0  |
| 4 вересня 2016    | Клуж-Напока, Румунія    | Румунія – Чорногорія          | 1 – 1   | Кваліфікація ЧС 2018      | 4  | 0            | 0  |
| 13 листопада 2016 | Люксембург, Люксембург  | Люксембург – Нідерланди       | 1 – 3   | Кваліфікація ЧС 2018      | 3  | 0            | 0  |
| 23 березня 2017   | Лондон, Англія          | Нігерія – Сенегал             | 1 – 1   | Товариський матч          | 5  | 0            | 0  |
| 14 листопада 2017 | Лейрія, Португалія      | Португалія – США              | 1 – 1   | Товариський матч          | 0  | 0            | 0  |
| 24 березня 2018   | Сульна, Швеція          | Швеція – Чилі                 | 1 – 2   | Товариський матч          | 3  | 0            | 0  |
| 27 березня 2018   | Мадрид, Іспанія         | Іспанія – Аргентина           | 6 – 1   | Товариський матч          | 5  | 0            | 0  |
| 1 червня 2018     | Ніцца, Франція          | Франція – Італія              | 3 – 1   | Товариський матч          | 1  | 0            | 0  |
| 6 вересня 2018    | Угерске Градіште, Чехія | Чехія – Україна               | 1 – 2   | Ліга націй УЄФА 2018—2019 | 2  | 0            | 0  |
| 11 жовтня 2018    | Кардіфф, Уельс          | Уельс – Іспанія               | 1 – 4   | Товариський матч          | 0  | 0            | 0  |
| 16 листопада 2018 | Роттердам, Нідерланди   | Нідерланди – Франція          | 2 – 0   | Ліга націй УЄФА 2018—2019 | 5  | 0            | 0  |
| 8 червня 2019     | Афіни, Греція           | Греція – Італія               | 0 – 3   | Кваліфікація ЧЄ 2020      | 3  | 0            | 0  |
| 9 вересня 2019    | Любляна, Словенія       | Словенія – Ізраїль            | 3 – 2   | Кваліфікація ЧЄ 2020      | 5  | 0            | 0  |
| 14 жовтня 2019    | Київ, Україна           | Україна – Португалія          | 2 – 1   | Кваліфікація ЧЄ 2020      | 5  | 1            | 0  |
| 14 листопада 2019 | Стамбул, Туреччина      | Туреччина – Ісландія          | 0 – 0   | Кваліфікація ЧЄ 2020      | 5  | 0            | 0  |